# Гребенчатый пилорыл
Гребенчатый пилорыл или обыкновенный пилорыл (лат. Pristis pectinata) — вид рыб рода пилорылов семейства пилорылых скатов отряда пилорылообразных. Эти скаты обитают в тропических и субтропических прибрежных водах Атлантического океана, включая Средиземное море. Встречаются на глубине до 10 м, заплывают в солоноватые и пресные воды. Максимальная зарегистрированная длина 760 см. Длинный плоский вырост рыла гребенчатых пилорылов обрамлён по бокам зубцами одинаковой величины и имеет сходство с пилой. Внешне пилорылы больше похожи на акул, чем на скатов. У них удлинённое тело, имеются 2 спинных плавника и хвостовой плавник с развитой верхней лопастью.
Подобно прочим пилорылым скатам обыкновенные пилорылы размножаются яйцеживорождением. Эмбрионы развиваются в утробе матери, питаясь желтком. Рацион состоит из донных беспозвоночных и мелких рыб. Вид находится на грани исчезновения.

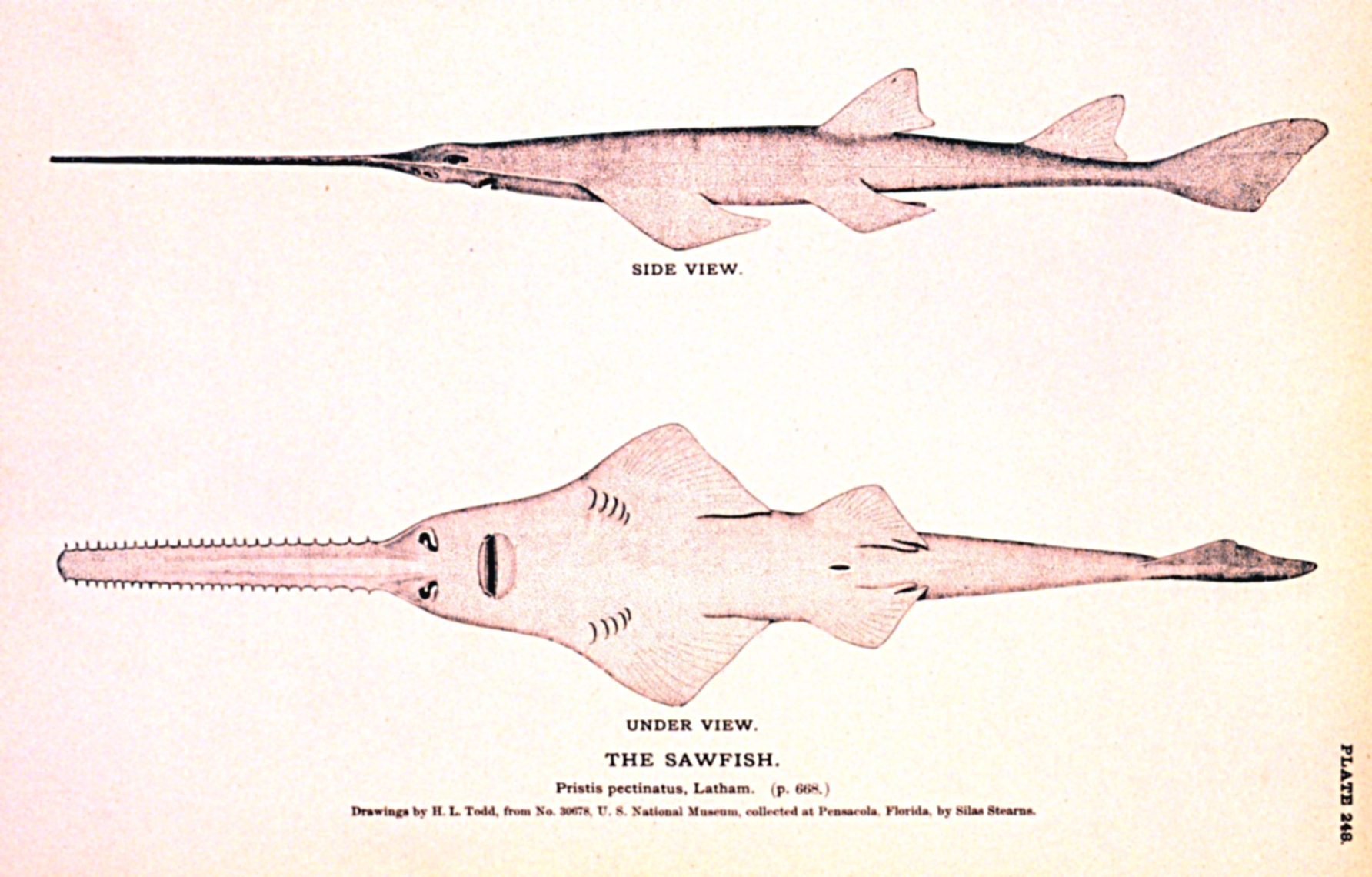
Старинное изображение обыкновенного пилорыла

## Таксономия
Впервые вид был научно описан в 1794 году. Видовой эпитет происходит от слова лат. pectinatus — «гребенчатый». Иногда вид разделяют на 2 субпопуляции — восточно-атлантическую и западно-атлантическую.
Скатов, принадлежащих к роду пилорылов условно разделяют на две группы с крупными и мелкими зубцами «пилы». Пилорылы с мелкими зубьями образуют комплекс видов Pristis pectinata (P. clavata, P. pectinata и P. zijsron), а с крупными — комплекс Pristis pristis (P. microdon, P. perotteti и P. pristis), который нуждается в дальнейших таксономических исследованиях. Вероятно, пилорылы с мелкими зубцами являются не отдельными видами, а подвидами либо представителями субпопуляций одного и того же вида, имеющего глобальное распространение. Генетически доказано существование трёх основных клад (атлантической, индо-тихоокеанской и восточно-тихоокеанской), однако они не соответствуют текущим ареалам видов пилорылов, относящихся к группе с мелкими зубцами.

## Ареал
Гребенчатые пилорылы ранее были широко распространены в тропических и субтропических водах западной Атлантики: от берегов Уругвая, Карибского моря и Мексиканского залива, до прибрежных вод Центральной Америки и атлантического побережья США. Однако они из-за рыбного промысла и изменения условий окружающей среды они исчезли из многих прежних мест обитания. Эти рыбы держатся в прибрежных водах и эстуариях рек на мелководье, попадаются в пресной воде.

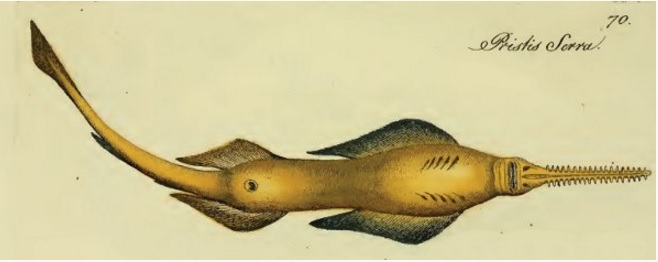
Иллюстрация к описанию гребенчатого пилорыла как «Pristis serra»

## Описание
Удлинённый плоский рострум гребенчатого пилорыла по обе стороны покрыт зубовидными выростами. Он покрыт электрорецепторами, улавливающими малейшее движение потенциальной добычи, зарывшейся на дне. Зубья крепко и глубоко закреплены в твёрдой хрящевой ткани и не отрастают заново, будучи повреждены. Длина рострума составляет примерно 25 % от общей длины. У него широкое основание. Зубья, расположенные у основания короткие и широкие, а у конца наоборот, длинные и узкие. Ближе к концу рострума расстояние между ними сокращается. Каждый зубец слегка приплюснут в дорсо-вентральной плоскости. Заострённый кончик со временем притупляется. С каждой стороны рострума расположено от 25 до 32 пар зубцов.
У обыкновенного пилорыла немного уплощённое длинное тело. Рот, ноздри и жаберные щели, как и прочих скатов, расположены на вентральной поверхности. Во рту имеются небольшие зубы. Позади мелких глаз расположены брызгальца, которые прокачивают воду через жабры и позволяют скатам неподвижно лежать на дне. Анальный плавник отсутствует. Кожа покрыта плакоидной чешуёй. Имеются 2 довольно крупных спинных плавника примерно одинакового размера, широкие грудные и уступающие им по размеру брюшные плавники треугольной формы, хвостовой плавник с развитой верхней лопастью.
От атлантических пилорылов, с которыми обыкновенные пилорылы разделяют часть ареала, они отличаются большим количеством ростральных зубцов (25—32 пар против 14—23), формой рострума ( более узкое основание и менее сужающийся конец), позицией первого спинного плавника (расположен над основанием брюшных плавников, а не сдвинут вперёд), меньшим размером грудных плавников, и менее развитыми лопастями хвостового плавника.
Дорсальная поверхность тела обыкновенных пилорылов окрашена в коричневатый или серо-голубой цвет, отметины отсутствуют. На верхней и нижней челюсти расположено 88—128 и 84—176 притуплённых зубов с округлым основанием, выстроенных в 10—12 рядов. Максимальная зарегистрированная длина составляет 7,6 м, средняя длина 5,5 м.

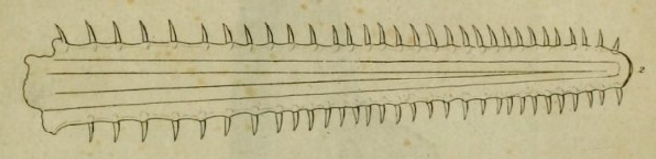
Рострум гребенчатого пилорыла

## Биология
Гребенчатые пилорылы — это донные рыбы, питающиеся ракообразными, моллюсками и мелкой рыбой. С помощью рыла в поисках пищи они вскапывают грунт, ранят им жертву, а также обороняются от врагов, которыми являются акулы. Их «пила» усеяна электрорецепторами, помогающими обнаруживать добычу в мутной воде.
Подобно прочим пилорылым скатам обыкновенные пилорылы размножаются яйцеживорождением. Оплодотворение внутреннее, эмбрионы развиваются в утробе матери и питаются желтком. Эти скаты считаются самыми быстрорастущими среди представителей своего семейства. Вероятно, наибольший рост происходит в первые 2 года жизни. В помёте 15—20 новорождённых. Их ростральные зубцы покрыты оболочкой и достигают окончательного размера по отношению к роструму только после родов. Самцы и самки достигают половой зрелости при длине 3,71 м и 4,15 м в возрасте 7,5 и 10—12 лет соответственно.
На гребенчатых пилорылах паразитируют моногенеи Dermophthirioides pristidis и Neoheterocotyle inpristis.

## Взаимодействие с человеком
Вопреки мифам пилорылы не представляют опасности для человека. Однако учитывая крупный размер и острые зубья рострума, с этими рыбами следует соблюдать осторожность.
Пилорылы долгое время были объектом коммерческого промысла. Мясо этих рыб, особенно плавники, которые являются ингредиентом знаменитого супа, высоко ценится. Жир печени используют в народной медицине. Цена за рострум может достигать 1000 долларов и более. Зазубренный рострум делает их очень уязвимыми — они могут запутаться в сетях и мусоре, плавающем в воде. Международный союз охраны природы присвоил виду охранный статус «На грани исчезновения». С 2007 года торговля всеми видами пилорылых скатов, в том числе их плавниками, мясом, органами, кожей, рострумом и ростральными зубьями, находится под запретом. 